# محمد فریح
محمد فریح (عربی: محمد فريح؛ زاده ۱ ژانویهٔ ۱۹۸۸) یک بازیکن فوتبال اهل کویت است.
وی همچنین در تیم ملی فوتبال کویت بازی کرده است.